# SK Tallinna Sport
El SK Tallinna Sport fou un club de futbol estonià de la ciutat de Tallinn.

## Història
Va ser fundat l'any 1912. Renasqué breument el 2003, desapareixent el 2008. Fou un dels clubs de futbol estonians més destacats anteriors a la segona guerra mundial, amb 9 lligues i una copa nacionals.

## Palmarès
- Lliga estoniana de futbol: (9)
  - 1921, 1922, 1924, 1925, 1927, 1929, 1931, 1932, 1933
- Copa estoniana de futbol: (1)
  - 1938